# Волпари (Авелино)
Волпари је насеље у Италији у округу Авелино, региону Кампанија.
Према процени из 2011. у насељу је живело 82 становника. Насеље се налази на надморској висини од 186 м.